# Arehalli
Arehalli är en ort i Indien.   Den ligger i distriktet Hassan och delstaten Karnataka, i den södra delen av landet, 1 700 km söder om huvudstaden New Delhi. Arehalli ligger 1 050 meter över havet och antalet invånare är 6 339.
Terrängen runt Arehalli är huvudsakligen platt. Arehalli ligger uppe på en höjd. Runt Arehalli är det ganska tätbefolkat, med 149 invånare per kvadratkilometer. Närmaste större samhälle är Sakleshpur, 11,5 km söder om Arehalli. Omgivningarna runt Arehalli är en mosaik av jordbruksmark och naturlig växtlighet.